# Alenka Bratušek
Alenka Bratušek (født 31. marts 1970) er en slovensk politiker, der har været Sloveniens premierminister siden 20. marts 2013. Hun er den første kvinde, der besidder posten.
I januar 2013 blev hun formand for partiet Pozitivna Slovenija og to måneder senere afløste hun Janez Janša som premierminister.
1. ↑  Navnet er anført på svensk og stammer fra Wikidata hvor navnet endnu ikke findes på dansk.